# Negarea antecedentului
Negarea antecedentului este o eroare logică ce se comite în raționamente de acestă formă:
Dacă P, atunci Q.
Nu P.
Prin urmare, nu Q.
Argumentele în această formă sunt invalide (cu excepția când argumentul instanțiază o altă formă validă). Informal, asta înseamnă că argumentele în această formă nu dau suficiente motive pentru a-i stabili concluziile, chiar dacă premisele sunt adevărate. Denumirea de negarea a antecedentului derivă din termenul pentru clauza "dacă" a unei afirmații condiționale.
O modalitate pentru a demonstra invaliditatea unui argument in acestă formă este de a da un contra-exemplu cu premise adevărate dar cu concluzii evident false. 
De exemplu:
Dacă Regina Elisabeta este o cetățeană americană (P) atunci ea este o ființă umană (Q).
Regina Elisabeta nu este o cetățeană americană (P).
Prin urmare, Regina Elisabeta nu este o ființă umană (Q).
Acest argument este evident eronat, dar argumente în aceeași formă pot părea superficial convingătoare ca în următorul exemplu imaginat de Alan Turing în articolul "Mașini de calcul și inteligența":
Dacă fiecare om ar avea definite un set de reguli pentru conduită după care își reglementează viața atunci n-ar fi mai bun decât o mașinărie. Dar nu există asemenea reguli, deci omul nu poate fi o mașinărie.
Oricum, omul totuși poate fi o mașinărie, doar că nu una care urmează un set de reguli. De aceea acest argument este cel mult unul slab.
Cum s-a menționat mai sus, este posibil a un argument care neagă antecedentul să fie valid, dacă argumentul instanțiază o altă formă validă. De exemplu dacă afirmația P și Q exprimă aceeași propoziție, atunci argumentul ar fi trivial valid, dar ar putea fi și un argument circular. În vorbirea de toate zilele, asemenea cazuri valide sunt foarte rare, tipic se întâmplă doar când premisa "dacă-atunci" este de fapt o premisă "daca și numai dacă". De exemplu: 
Dacă sunt președintele României, atunci am drept de veto în parlament.
Nu sunt președintele României.
Atunci nu am drept de veto în parlament.
Argumentul de mai sus ar fi valid numai dacă se face o clarificare în care prima premisă s-ar sfârși cu: "... și dacă am drept de veto în parlament, atunci sunt președintele României". Dar chiar și în acest caz, validitatea reiese nu din negarea antecedentului ci din forma modus tollens.